# Myroslav Yahoda

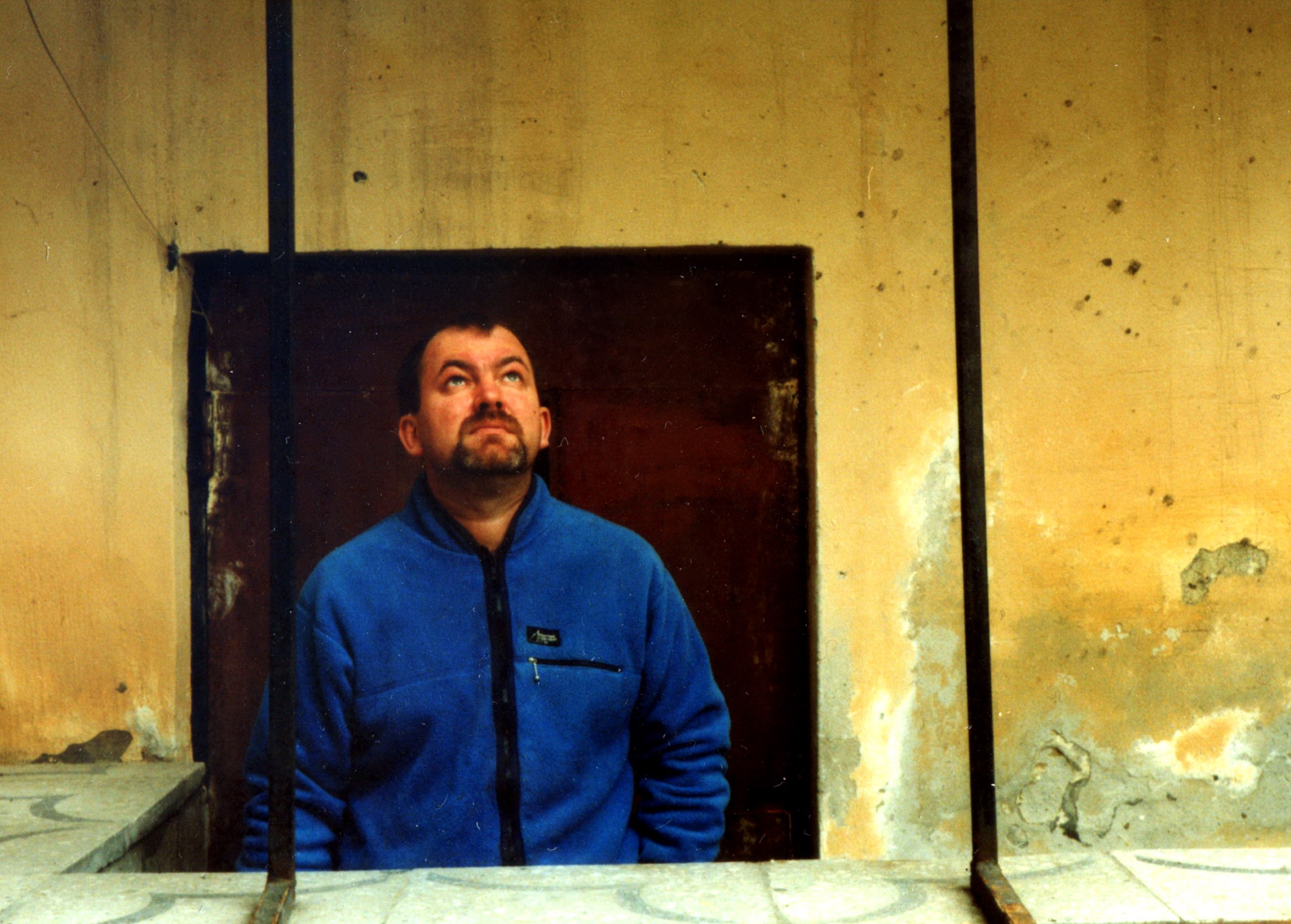
Artista Muroslav Yagoda perto de seu estúdio em Lviv, Ucrânia. 1999

Myroslav Yahoda, às vezes transliterado como Yagoda (em ucraniano:  Мирослав Якович Я́года, 23 de agosto de 1957 - 11 de março de 2018) foi pintor, artista gráfico, poeta, romancista, dramaturgo e cenógrafo. O "Goya ucraniano" - com verdadeira integridade na sua arte diversificada - foi uma figura proeminente na cena artística underground ucraniana.

## Literatura
Complementando o seu trabalho de artes visuais com prosa e criatividade poética, Yahoda não se contentou com os meios tradicionais e "extraiu o sangue das palavras".
Em 1991, pela primeira vez, Yahoda publicou uma selecção da sua poesia "Madhouse" na revista "Avzez" ("De Facto") N.º 6. Em 1992, ele publicou poesia na revista samizdat "Kremniuk".
Em 1997, Yahoda publicou o seu romance "A Guerra dos Pequenos Números Cruéis" (com a técnica de escrita "quebrada" de vanguarda), como uma reminiscência ucraniana das "Ideias Le Grand" de G. Heine.
Em 2005, Yahoda participou no programa do Novo Festival de Arte Ucraniana "24 horas. UA "
Em 2008, Yahoda participou no projecto "Eclesiastes de Outro Alfabeto" no estúdio de arte "Mezzanine" em Kiev, onde apresentou o seu manifesto artístico "A Trindade Bárbara".

## Exposições

### Exposições Individuais
- 2020 Exposição "YA + GOD = A". Museu Nacional de Arte da Ucrânia, Kiev, Ucrânia[9]
- 2019 Exposição Retrospectiva «Myroslav Yahoda». Borys Voznytsky Lviv National Art Gallery, Lviv, Ucrânia[10]
- 2018 Exposição de Pinturas de Colecções Particulares. Galeria Dzyga, Lviv, Ucrânia[11]
- 2016 Exposição de um quadro "O Holodomor". Capela de Boim, Lviv, Ucrânia[12]
- 2016 Exposição Retrospectiva "Lviv Underground" (no âmbito do I Festival Internacional de Arte Contemporânea Freierfest). Museu de Arte Contemporânea, Odessa, Ucrânia[13]
- 2009 "Vida". Galeria HudGraf, Kiev, Ucrânia[14]
- 2006 Exposição "YA + GOD = A" («Я + GOD = А»). Galeria Dzyga, Lviv, Ucrânia[15]
- 2006 Exposição de Pintura. Galeria Kolegium, Wroclaw, Polónia[16]
- 2003 Exposição «Myroslav Yahoda. Pintura, Gráficos». Galeria Dzyga, Lviv, Ucrânia[17]
- 2001 "Jardim do Leão" ("Garten des Löwen"). Galerie Centrum / Atelier Yin Yang, Graz, Áustria[18]
- 1997 Exposição «Myroslav Yahoda. Pintura» (" Miroslav Jahoda. Obrazy "). Museu de Arte Moderna Andy Warhol, Medzilaborce, Eslováquia[19]

### Exposições colectivas seleccionadas
- 2018 "Livro Vermelho: A Arte Soviética de Lviv nos anos 80 e 90". PinchukArtCentre, Kiev, Ucrânia[20]
- 2017 “Lviv: Aliados”. Museu Nacional de Arte da Ucrânia. Kiev, Ucrânia[21]
- 2010 “A Fatia Ucraniana. Arte Contemporânea da Ucrânia ”. Warsztaty Kultury, Lublin, Polónia[22]
- 1998 "Chega". Galeria Dzyga. Lviv, Ucrânia[23]
- 1998 "18 Cidades - 18 Artistas: (18 Städte - 18 Künstler). Organizado pela Internationales Haus der Autoren Graz. Áustria, Bélgica, Eslováquia, Croácia, Alemanha, Polónia, Bósnia e Herzegovina, Sérvia[24]